# Ufá

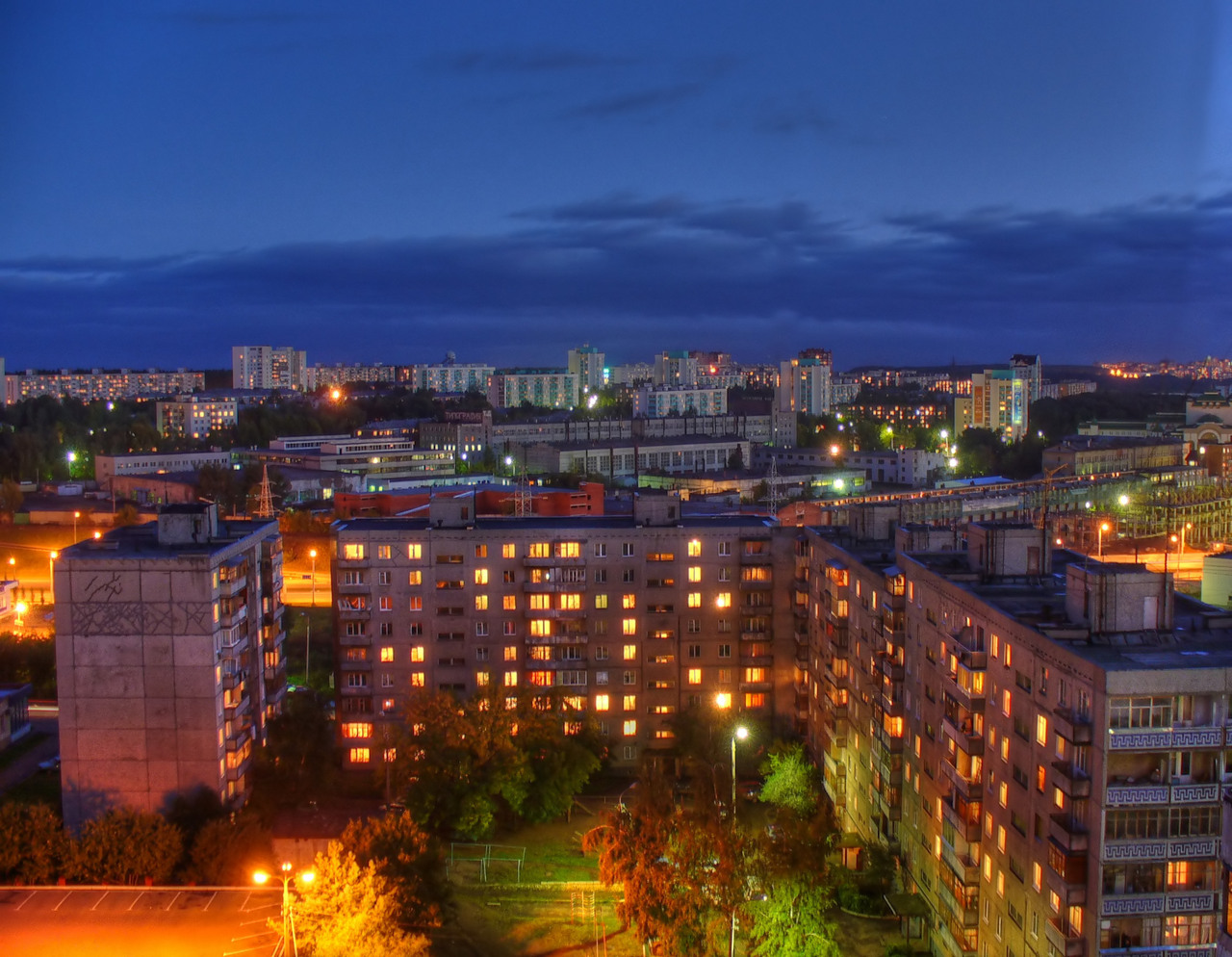
Panorama de Ufá à noite

Ufá  (em russo: Уфа) é a capital e a maior cidade da República do Bascortostão (Basquíria), na Rússia. Localiza-se nas encostas ocidentais dos montes Urais. Tem cerca de 1.064.200 habitantes (2010). Foi fundada pelos russos em 1574, sendo a capital da república do Bascortostão desde 1919.

## História
A cidade começou como uma fortaleza construída sob as ordens de Ivan IV, em 1574, e originalmente tinha o nome da colina que se situava,Tura-Tau. A cidade começou a ser chamada Ufá, que significa "água escura", em língua basquir, por moradores e o nome ficou. Alcançou o status de cidade em 1586. Em 1802, Ufá se tornou a cidade principal do Bascortostão. Em 1918, Ufá foi a residência provisória do governo russo.

## Geografia
Ufá está situada no leste Europeu, perto da fronteira russa terrestre com a Ásia, na confluência dos rios Belaya e Ufá, ao sul dos Urais. A cidade se estende a 50 quilômetros do sudoeste ao nordeste e ocupa mais de 710 quilômetros quadrados. A distância até Moscou é de 1.567 km.

## Demografia
Segundo o Censo de 2002, a população é de 1.042.437 habitantes.
Nacionalmente, a população é dominada pelos russos (50,2%), bashkirs (14,8%) e tártaros (28,1%). Além disso, numerosos são os ucranianos (17.772 pessoas), chuvash (10.586 pessoas), mari (9616 pessoas), bielorrussos (5.556 pessoas), mordóvios (3975 pessoas), armênios (2822 pessoas), alemães (2213 pessoas), judeus (2082 pessoas), azeris (2075 pessoas) completam a distribuição étnica da população.

## Geminações
- Ancara, Ancara, Turquia
- Halle an der Saale, Saxônia-Anhalt, Alemanha
- Shenyang, Liaoning, República Popular da China
- Leipzig, Saxônia, Alemanha
- Sucumi, Sukhumi, Abecásia
- Oremburgo, Oblast de Oremburgo, Rússia
- Cazã, Tartaristão, Rússia
- Cheliabinsk, Oblast de Cheliabinsk, Rússia
- Ecaterimburgo, Oblast de Sverdlovsk, Rússia
- Perm, Krai de Perm, Rússia
- Yakutsk, Iacútia, Rússia
- Sterlitamak, Bascortostão, Rússia
- Kitakyushu, Fukuoka, Japão [8]

## Esporte
A cidade de Ufá é a sede do Estádio Dínamo e do FC Ufa, que participa do Campeonato Russo de Futebol. Outro clube da cidade foi o FC Neftyanik Ufa, que jogava no Estádio Neftyanik.
Ufá também é conhecida por ser a cidade natal do automobilista Daniil Kvyat, que correu na Fórmula 1 de 2014 a 2017 e 2019 a 2020